# 時溥
时溥（9世纪—893年5月9日），中国唐朝末年彭城（今江蘇徐州）人。

## 生平
原是節度使支詳之牙將，最初率兵五千人入關鎮壓黃巢起義，大軍行至河陰（今河南滎陽東北），軍士嘩變，返回徐州，驅逐支詳，立時溥為留後，唐僖宗時授時溥以藩鎮節度使。
中和四年，黃巢叛將尚讓降於時溥，林言亦降時溥，以功加中书令，封鉅鹿郡王。光啟元年（885年）以時溥為蔡州四面行營兵馬都統以討秦宗權。
光啟三年（887年），朱溫與淮南的楊行密素不和，遣兵征伐行密時，要向時溥借道徐州，但時溥拒絕，於是朱溫出兵討擊時溥。從此徐州、泗州、濠州一帶戰爭不息，百姓無法耕種，又遭水災，百姓死亡十有六七。天平军节度使朱瑄遣使劝朱温不要和昔日共同对抗秦宗权的盟友互相残杀，但朱温恼恨时溥私通孙儒，没有听从。时溥最初器重列校刘知俊，后来又忌其勇略，结果刘知俊于大顺二年（891年）十一月率众二千投降朱温。感化军自此不振。景福元年（892年）二月時溥向朱溫求和，朱溫要求時溥撤離徐州入朝，時溥表面上答應，但当朝廷派宰相刘崇望来接任后，卻又担心朱温会在路上杀他，不敢立即撤離。刘崇望回京。十一月，濠州、泗州刺史張璲、張諫歸附朱溫。景福二年（893年）二月時溥向兗州節度使朱瑾求援，朱瑾領兵二萬來救徐州，朱溫部将霍存與朱友裕在徐州附近的石佛山下合擊朱瑾軍，大敗之，朱瑾逃回兗州。時溥再度出擊，霍存敗死。朱友裕包圍彭城，拒不應戰。朱溫令都指揮使龐師古代朱友裕統領部隊。四月，朱溫接受謀士敬翔的意見，親自趕到徐州指揮，促龐師古攻克彭城，時溥全家登上燕子樓自焚而死。

## 延伸阅读
[在维基数据编辑]
 《舊唐書/卷182》，出自刘昫《舊唐書》
 《新唐書·卷188》，出自《新唐書》
 《舊五代史/卷13》，出自薛居正《舊五代史》